# 성우가 되자!
《성우가 되자!》(일본어: 声優かっ! 세이유 캇![*])은 미나미 마키 작품의 일본의 만화이다. 《꽃과 꿈》(햐쿠텐샤)를 통해 2009년 14월호부터 연재 중에 있다. 성우를 소재로 한 작품으로 성우 사무소 81 프로듀스와 도쿄 애니메이션 학원이 제작에 참여하고 있다.